# Astragalus gibbsii
Astragalus gibbsii är en ärtväxtart som beskrevs av Albert Kellogg. Astragalus gibbsii ingår i släktet vedlar, och familjen ärtväxter. Inga underarter finns listade i Catalogue of Life.

## Bildgalleri

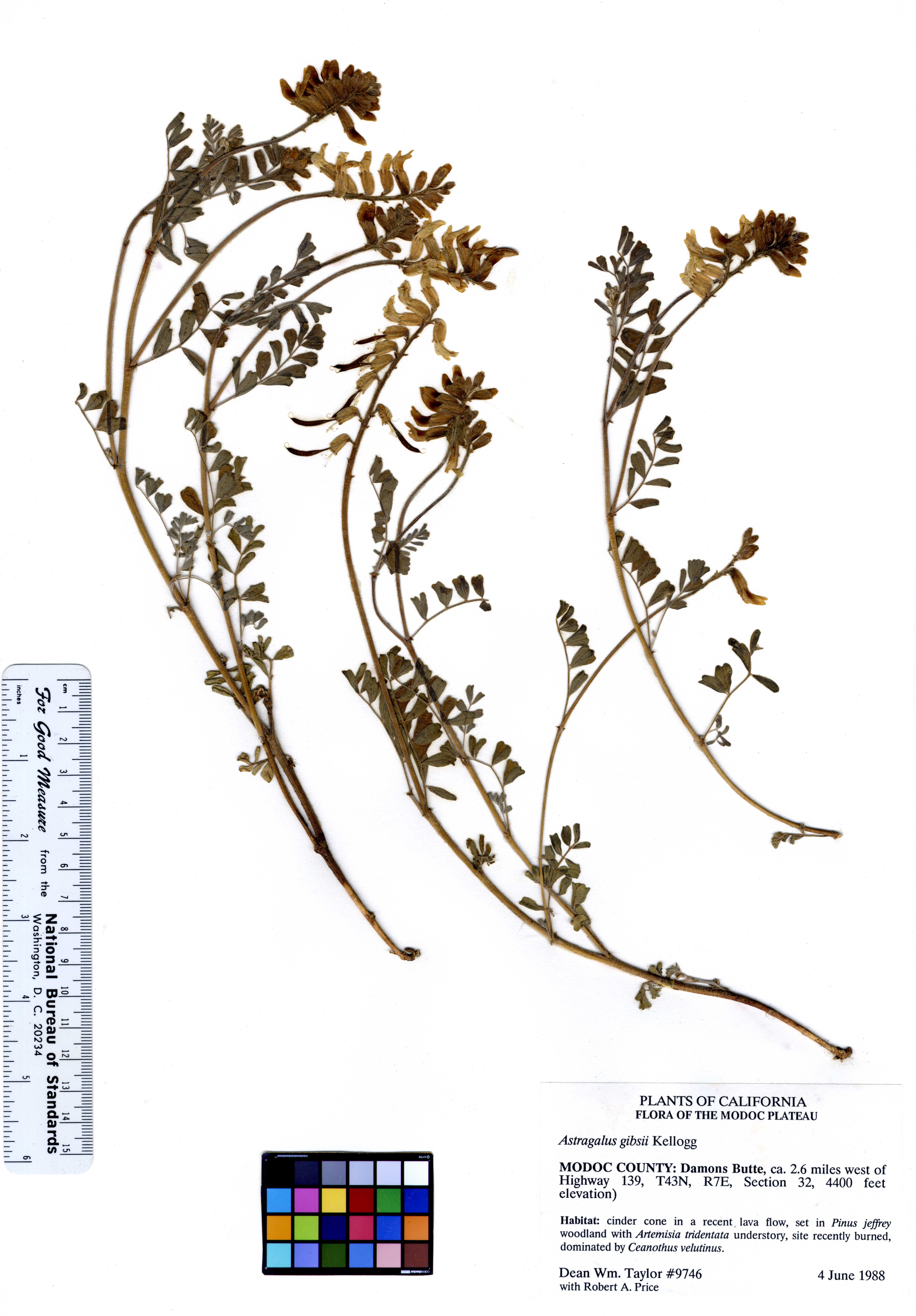